# Milena Rašić
Milena Rašić, född 25 oktober 1990 i Pristina i dåvarande Jugoslavien, är en serbisk volleybollspelare. 
Med Serbiens damlandslag i volleyboll vann hon världsmästerskapet 2018 och europamästerskapen 2011 samt 2017. Rašić blev olympisk silvermedaljör i volleyboll vid sommarspelen 2016 i Rio de Janeiro och bronsmedaljör vid sommarspelen 2021 i Tokyo. Hon meddelande under 2021 att hon skulle göra ett uppehåll efter säsongen och att hon efter EM 2021 avslutat sin landslagskarriär.
Rašić spelade som ungdom i Sumadija AV Belgrad, som senior har hon spelat med Dinamo Pančevo 1973 (2007–2010), RC Cannes (2010–2014) och Vakıfbank SK (2014–2021). Med dem blev hon fransk mästare fyra gånger (2010–11, 2011–12, 2012–13 och 2013–14), turkisk mästare två gånger (2015–16 och 2017–18), vinnare av CEV Champions League två gånger (2016–17 och 2017–18) och vinnare av världsmästerskapet i volleyboll för klubblag två gånger (2017 och 2018).
Hon blev vid flera tillfällen utsedd till turneringen främsta mittblock, det gäller bl.a. CEV Champions League (2014–2015, 2016–2017 och 2017–2018), världsmästerskapet i volleyboll för klubblag (2016 och 2018), OS 2016 och VM 2018.